# Escudo de Aller
El escudo de Aller, concejo del Principado de Asturias (España), es un escudo dividido en cuatro partes o cuarteles.
En el primero de ellos, el de arriba a la izquierda, se ven tres castillos de oro que hacen referencia a los que en tiempos pasados hubo en el concejo: los de Pelúgano, Soto y El Pino.
En el segundo, arriba a la derecha, están representadas las armas de los  Bernardo de Quirós mediante dos llaves, seis lunetes puestos de tres en tres y tres flores de lis de oro.
El tercero, abajo a la izquierda, está dedicado a las armas de los Solís, siendo un sol de oro sobre fondo rojo.
Por último, en el cuarto, abajo a la derecha, es para las armas de las familias Castañón y Nembra. Se ve un castaño del que sale un brazo armado con un calder colgando de él.
En el centro de los cuarteles está la Cruz de la Victoria en oro y piedras preciosas.
Rematando el conjunto se encuentra la corona real, ya que el concejo fue realengo de Doña Urraca "la asturiana", reina de Navarra, de Asturias, y Señora de Aller.
- Datos: Q8777811